# Код „Счупена стрела“
„Код „Счупена стрела““ (на английски: Broken Arrow) е американски екшън трилър от 1996 г. на режисьора Джон Ву, по сценарий на Греъм Йост, и участват Джон Траволта, Крисчън Слейтър и Саманта Матис.